# Lamborghini 350 GTS
Lamborghini 350 GTS – samochód typu roadster firmy Lamborghini.
Lmaborghini 350 GTS było pierwszym kabrioletem tej firmy. Po raz pierwszy pojazd zaprezentowano światu w 1965 roku  (2 lata po założeniu firmy Lamborghini) na Torino Auto Show. Lamborghini 350 GTS został zbudowany na bazie modelu 350 GT. Posiadał ręcznie rozkładany, brezentowy dach. Możliwe było także dokupienie metalowego, twardego dachu na zimne dni. Wnętrze GTS nie różniło się niczym od wnętrza zwykłego GT. Pewne zmiany zaszły pod maską samochodu. Silnik V12 pojemności 3,5 litra podkręcono do 235 kW (320 KM) przy 7000 obr./min. Zrekompensowało to problemy związane ze zwiększeniem masy. 350 GTS nie trafił do szerokiej klienteli. Powstały tylko 2 sztuki, później jeszcze 3. sztuka przerobiona z 350 GT dla zamożnego francuskiego kupca. Ferruccio Lamborghini i zarząd firmy byli raczej nastawieni na budowę superszybkich bolidów, a nie kabrioletów. Do firmy Lamborghini wpływały zamówienia na przerobienie już istniejących 350 GT oraz 400 GT na kabriolety. W ten sposób powstało co najmniej kilka takich pojazdów.

## Dane techniczne Lamborghini 350 GTS
| Marka i model                         | Lamborghini 350 GTS                  |
| Okres produkcji                       | 1965                                 |
| Długość                               | 4500 mm                              |
| Szerokość                             | 1700 mm                              |
| Wysokość                              | 1250 mm                              |
| Rozstaw osi                           | 2550 mm                              |
| Masa                                  | 1200 kg                              |
| Stosunek masy do mocy                 | 3,75 kg/KM                           |
| Opony                                 | Pirelli Cinturato Belted             |
| Rozmiar opon                          | 205/70 ZR 15                         |
| Rozmiar tarcz hamulc. (p/t)           | 280 mm / 275 mm                      |
| Pojemność zbiornika paliwa            | 80 l w dwóch zbiornikach             |
| Silnik, przeniesienie napędu i osiągi | b/d                                  |
| Napęd                                 | na tył                               |
| Typ silnika                           | V12 24v                              |
| Pojemność skok.                       | 3464 cm ³                            |
| Skrzynia biegów (M/A)                 | 5-biegowa ZF (M)                     |
| Moc                                   | 235 kW (320 KM) przy 7000 obr / min. |
| Moment obrotowy                       | 308 Nm przy 4700 obr / min.          |
| Prędkość maksymalna                   | 250 km/h                             |
| ------------------------------------- | ------------------------------------ |